# Remomeix
Remomeix és un municipi francès, situat al departament dels Vosges i a la regió del Gran Est. L'any 2007 tenia 469 habitants.

## Demografia

### Població
El 2007 la població de fet de Remomeix era de 469 persones. Hi havia 188 famílies, de les quals 33 eren unipersonals (8 homes vivint sols i 25 dones vivint soles), 75 parelles sense fills, 67 parelles amb fills i 13 famílies monoparentals amb fills.
La població ha evolucionat segons el següent gràfic:
Habitants censats

### Habitatges
El 2007 hi havia 209 habitatges, 191 eren l'habitatge principal de la família, 5 eren segones residències i 13 estaven desocupats. 193 eren cases i 16 eren apartaments. Dels 191 habitatges principals, 164 estaven ocupats pels seus propietaris, 25 estaven llogats i ocupats pels llogaters i 1 estava cedit a títol gratuït; 2 tenien dues cambres, 16 en tenien tres, 45 en tenien quatre i 128 en tenien cinc o més. 170 habitatges disposaven pel capbaix d'una plaça de pàrquing. A 80 habitatges hi havia un automòbil i a 96 n'hi havia dos o més.

### Piràmide de població
La piràmide de població per edats i sexe el 2009 era:
| Homes | Edats   | Dones |
| ----- | ------- | ----- |
| 0     | 95 o +  | 0     |
| 4     | 90 a 94 | 0     |
| 0     | 85 a 89 | 12    |
| 0     | 80 a 84 | 8     |
| 4     | 75 a 79 | 8     |
| 12    | 70 a 74 | 4     |
| 16    | 65 a 69 | 12    |
| 12    | 60 a 64 | 28    |
| 20    | 55 a 59 | 16    |
| 20    | 50 a 54 | 24    |
| 16    | 45 a 49 | 12    |
| 20    | 40 a 44 | 20    |
| 0     | 35 a 39 | 4     |
| 16    | 30 a 34 | 12    |
| 8     | 25 a 29 | 8     |
| 12    | 20 a 24 | 0     |
| 16    | 15 a 19 | 16    |
| 8     | 10 a 14 | 20    |
| 0     | 5 a 9   | 20    |
| 12    | 0 a 4   | 4     |

## Economia
El 2007 la població en edat de treballar era de 297 persones, 195 eren actives i 102 eren inactives. De les 195 persones actives 171 estaven ocupades (102 homes i 69 dones) i 24 estaven aturades (14 homes i 10 dones). De les 102 persones inactives 44 estaven jubilades, 28 estaven estudiant i 30 estaven classificades com a «altres inactius».

### Ingressos
El 2009 a Remomeix hi havia 193 unitats fiscals que integraven 481 persones, la mediana anual d'ingressos fiscals per persona era de 17.766 €.

### Activitats econòmiques
Dels 24 establiments que hi havia el 2007, 1 era d'una empresa de fabricació d'altres productes industrials, 12 d'empreses de construcció, 3 d'empreses de comerç i reparació d'automòbils, 1 d'una empresa de transport, 1 d'una empresa d'hostatgeria i restauració, 1 d'una empresa financera, 4 d'empreses de serveis i 1 d'una entitat de l'administració pública.
Dels 11 establiments de servei als particulars que hi havia el 2009, 1 era un guixaire pintor, 4 fusteries, 4 lampisteries, 1 empresa de construcció i 1 restaurant.
L'únic establiment comercial que hi havia el 2009 era una botiga de material esportiu.
L'any 2000 a Remomeix hi havia 5 explotacions agrícoles.

## Equipaments sanitaris i escolars
El 2009 hi havia una escola elemental integrada dins d'un grup escolar amb les comunes properes formant una escola dispersa.

## Poblacions més properes
El següent diagrama mostra les poblacions més properes.